# Ordre de délestage
Si deux règles phonétiques sont dans un ordre de délestage, le changement dans le contexte phonologique créé par la première règle empêche la deuxième règle de prendre place.
Un exemple de ceci se fait voir dans la phonologie de l'anglais, où une règle fait insérer un /ɪ/ entre une  fricative alvéolaire voisée et le suffixe z du pluriel (règle 1), de manière que la forme sous-jacente [bʌs-z] est prononcée comme [bʌsɪz]. De plus, la règle de dévoisement final (règle 2) ne s'applique qu'après une consonne sourde, comme dans [bʊks] avec la forme sous-jacente [bʊk-z]). Dans la forme [bʌsɪz], la règle (2) ne peut plus s'appliquer à cause de l'effet créé par la règle (1). 
L'ordre de délestage est l'inverse de l'ordre additif.  